# متلازمة الموت المفاجئ
متلازمة الموت المفاجئ (بالإنجليزية: Sudden unexpected death syndrome)‏ تُسمى هذه المتلازمة بعدة تسميات منها: أعراض الموت المفاجئ غير المتوقع أو أعراض الموت الليلي المفاجئ غير المتوقع أو أعراض الموت المفاجئ غير المعروف, حيث يصيب هذا الموت غير المتوقع المراهقين والبالغين خلال فترة نومهم غالبًا. لوحظت بداية أعراض الموت المفاجئ في عام 1977 عند مجموعة من اللاجئين من دول شرق آى سيا بالولايات المتحدة. ولوحظت مجددًا بسنغافورة حينما أظهرت نتائج الاستطلاع أن 230 من الرجال الأصحّاء باغتهم الموت بلا أسباب مشروحة بين عامين 1982 و 1990.
يشار لهذا المرض بالعامية في الفلبين إلى" bangungot " ويؤثر في كل سنة على كل مئة ألف شخص وينتشر بين شبابهم حيث أن معظم الضحايا من الشباب الذكور.

## أسباب متلازمة الموت المفاجئ
متلازمة الموت المفاجئ كانت خاضعة للخرافات والاعتقادات المختلفة. في تايلند مثلاً كانت مرتبطة بتناول كعك الأرز على وجه الخصوص. أما في الفلبين فكانو يعتقدون أن تناول كميه كبيرة من الكربوهيدرات قبل النوم تسبب مايعرف بلغتهم المحلية بـ " bangungot " والتي تعني الموت لأسباب غير معروفه خلال النوم.
مؤخراً بدأ العلماء بفهم هذه المتلازمة وتفسير أسبابها، ولكن لم يتم العثور على أية أمراض عضوية قلبية أو عيوب خَلقية في ضحايا الموت المفاجئ خلال النوم.
مع ذلك، فإن نشاط القلب خلال متلازمة الموت المفاجئ يشير إلى عدم انتظام ضربات القلب، بالإضافة إلى الرجفان البطيني. ينجو بعض الضحايا من الموت المفاجئ عندَ انتظام ضربات القلب من جديد وعودتها إلى وضعها الطبيعي.
لذلك يوصي الفلبينيون القدماء بليّ إبهام القدم لأولئك الذين يعانون من المتلازمة، لتحفيز قلوبهم للعودة للوضع الطبيعي.
في الفلبين، تم ربط أغلب حالات الموت المفاجئ خلال النوم بالنزيف والالتهاب الحادين في البنكرياس من قبل العاملين في المجال الطبي بالرغم من أن ذلك قد يكون راجعاً للتغيرات الطارئة على البنكرياس بعد الوفاة. أما في تايلند و لاوس فقد كانو يعتقدون أنها راجعه لمتلازمة (بروجادا) وكانت تعرف بمتلازمة الموت المفاجئ للبالغين.

## خصائصه
يبدو أن هذة الحالة تؤثر في المقام الأول على شباب همونغ من دولة لاوس (متوسط العمر 33 سنة) وسكان شمال شرق تايلاند أيضاً (حيث أن معظم السكان من أصل لاوسي).

## العلاج
الطريقة الوحيدة المؤكدة لمنع حدوث الموت هي بزراعة جهاز منظم ضربات القلب. منظمات ضربات القلب التي تؤخذ عن طريق الفم مثل بروبرانولول (propranolol) غير مجدية لمثل هذة الحالة.

## معتقدات قومية وشعبية
تعتبر هذة الظاهرة معروفة جداً بين جماعة همونق في لاوس، الذين ينسبون هذة الوفيات إلى روح الشرير dab tsuam (ينطق "دا تشو")، ويُقال انه يتشكل على هيئة امرأة غيور. بل أنه قد يخلد رجال هيمونق للنوم متنكرين في ملابس نسائية ليتفادوا انتباه هذه الروح. في الفلبين يصوّروا المتلازمة كمخلوق أسطوري يطلقون عليه باتي بات (batibat), يجلس هذا المخلوق الأسطوري على وجه الضحية أو على صدره لخنقه وشل حركته.